# Saison 1986-1987 du Stade rennais FC
Maillots
Chronologie
Saison précédente Saison suivante
La saison 1986-1987 du Stade rennais football club débute le 5 août 1986 avec la première journée du Championnat de France de Division 1, pour se terminer le 5 juin 1987 avec une relégation en Division 2.
Le Stade rennais FC est également engagé en Coupe de France.

## Résumé de la saison
Pour sa deuxième saison consécutive en D1, le Stade rennais connaît quelques changements d'ordre structurel. Début octobre, la vieille tribune en béton côté route de Lorient, construite en 1956, est mise à bas. Elle est remplacée par une nouvelle tribune plus spacieuse, protégée par de grandes toiles, donnant un résultat proche de l'apparence du stade olympique de Munich. Le projet vise à uniformiser de la sorte l'ensemble du stade en l'espace de trois ans, afin de doter Rennes d'un stade « digne d'une capitale régionale », dixit la municipalité.
Si le club progresse niveau infrastructures, l'aspect sportif peine quelque peu. Il a pourtant semblé se renforcer en se séparant de quelques éléments, le plus souvent sous forme de prêt (dont Lacombe et Lanthier), tout en enregistrant quelques arrivées de choix, comme les expérimentés Gérard Soler et Henri Zambelli, les internationaux étrangers Daniel Solsona et Uwe Reinders ou l'Auxerrois Didier Danio. Dans le même temps, le centre de formation voit l'arrivée de Frédéric Guimard, fils du célèbre coureur et directeur sportif cycliste Cyrille Guimard. Il fera ses débuts professionnels en fin de saison.
Le début de saison est correct et, même si le SRFC semble partir pour se battre toute la saison pour son maintien, les quelques victoires obtenues devant le RC Paris, Toulon et Sochaux (trois concurrents directs dans la course contre la relégation) peuvent laisser augurer une issue favorable. Mais rapidement, les résultats se révèlent particulièrement médiocre, et le club s'enfonce vers une zone de relégation qu'il atteint début novembre pour ne plus la quitter par la suite. Devant les défaites à répétition, l'entraîneur Pierre Mosca en appelle à l'union sacrée et au public, sans toutefois rejeter sa part de responsabilité. Las, le Stade rennais boucle la phase aller en 20e et dernière position, cumulant à la fois les titres peu glorieux de plus mauvaise attaque et de plus mauvaise défense du championnat.
Au-delà de la rénovation du stade, les changements structurels touchent également la direction du club. En janvier, Gérard Dimier, président du SRFC depuis 1979, est mis en minorité au conseil d'administration du club. Il doit laisser sa place à Jean-Raphaël Soucaret, président-directeur général de Pfizer France, le principal sponsor du club, présent sur le maillot rouge et noir depuis 1982. Ce changement dans l'organigramme est loin d'être sans conséquences. Pierre Mosca est démis de ses fonctions d'entraîneur, et remplacé Patrick Rampillon, devenu responsable du centre de formation après sa retraite sportive en 1983. Henri Guérin fait également son retour, mais dans un rôle de liaison entre les instances dirigeantes du club et son staff technique.
Sur le terrain, ce bouleversement n'a pas les effets escomptés, loin de là. Entre la reprise du championnat, le 28 février, et sa conclusion, le bilan rennais frisera le néant, avec deux petits points obtenus en l'espace de quinze matchs. Un chemin de croix réalisé sans Louis M'Fédé, licencié mi-janvier par la nouvelle direction pour être rentré de vacances avec huit jours de retard. Fort évidemment, avec des résultats aussi catastrophiques, la vingtième place du classement devient inévitable, et le club assure son retour en deuxième division à quatre journées de la fin de la saison. Entre-temps, le SRFC avait assuré fin mars l'unique succès de l'ère Rampillon contre les amateurs du CA Mantes-la-Ville en trente-deuxième de finale de la Coupe de France... Désireux de ne pas prolonger plus longtemps cette expérience peu concluante, Rampillon choisit de laisser la main pour la saison suivante afin de revenir à son poste initial. Comme souvent en pareil cas, cette nouvelle relégation s'accompagnera rapidement de nombreux départs au sein de l'effectif pro, et les supputations concernant le nom du futur entraîneur vont bon train.

## Transferts en 1986-1987
| Nom               | Nationalité          | Provenance/Destination       |
| Arrivées          |                      |                              |
| Didier Danio      | France               | AJ Auxerre                   |
| Frédéric Guimard  | France               | Temple Cordemais FC          |
| Florent Le Garrec | France               | US Montagnarde               |
| Franck Mantaux    | France               | FC Sochaux-Montbéliard       |
| Uwe Reinders      | Allemagne de l'Ouest | Girondins de Bordeaux        |
| Patrick Sembel    | France               | SA Rochefort                 |
| Gérard Soler      | France               | Lille OSC                    |
| Daniel Solsona    | Espagne              | RC Paris                     |
| Henri Zambelli    | France               | Brest Armorique FC           |
| Départs           |                      |                              |
| Guy Lacombe       | France               | Lille OSC (prêt)             |
| Gérard Lanthier   | France               | Nîmes Olympique (prêt)       |
| Serge Le Dizet    | France               | Stade quimpérois (prêt)      |
| Yves Mangione     | France               | FC Annecy                    |
| Louis M'Fédé      | Cameroun             | Licencié                     |
| Oscar Muller      | Argentine            | Amiens SC                    |
| Thierry Robert    | France               | AEPB La Roche-sur-Yon (prêt) |
| Bernard Samson    | France               | SC Abbeville                 |

## L'effectif de la saison
| Poste¹ | Nat.² | Nom                  | Naissance        | Sélection³ | Championnat | Championnat | Coupe France | Coupe France | Total Saison | Total Saison | Notes                    |
| Poste¹ | Nat.² | Nom                  | Naissance        | Sélection³ | M           | But inscrit | M            | But inscrit  | M            | But inscrit  | Notes                    |
| ------ | ----- | -------------------- | ---------------- | ---------- | ----------- | ----------- | ------------ | ------------ | ------------ | ------------ | ------------------------ |
| M      | FRA   | Jocelyn Angloma      | 7 août 1965      | -          | 31          | 1           | 2            | 0            | 33           | 1            |                          |
| A      | FRA   | Philippe Barraud     | 23 octobre 1965  | -          | 22          | 1           | 3            | 1            | 25           | 2            |                          |
| M      | FRA   | Franck Barthélémy    | 16 avril 1965    | -          | 1           | 0           | 0            | 0            | 1            | 0            |                          |
| G      | FRA   | Gilles Bourges       | 21 mai 1963      | -          | 6           | 0           | 0            | 0            | 6            | 0            |                          |
| A      | FRA   | Jacky Charrier       | 2 juillet 1962   | -          | 16          | 0           | 1            | 0            | 17           | 0            |                          |
| M      | FRA   | Didier Christophe    | 8 décembre 1956  | A          | 27          | 5           | 3            | 3            | 30           | 8            |                          |
| M      | FRA   | Didier Danio         | 10 mai 1962      | -          | 31          | 2           | 3            | 1            | 34           | 3            |                          |
| A      | FRA   | Laurent Delamontagne | 9 octobre 1965   | B          | 24          | 0           | 3            | 1            | 27           | 1            |                          |
| D      | FRA   | Alain Doaré          | 28 novembre 1963 | -          | 22          | 0           | 1            | 0            | 23           | 0            |                          |
| M      | FRA   | Gilles Gallou        | 12 août 1957     | -          | 13          | 0           | 3            | 0            | 16           | 0            |                          |
| M      | FRA   | Frédéric Guimard     | 12 juin 1970     | -          | 1           | 0           | 0            | 0            | 1            | 0            |                          |
| G      | FRA   | Pierrick Hiard       | 27 avril 1955    | A          | 32          | 0           | 3            | 0            | 35           | 0            |                          |
| M      | FRA   | Guy Lacombe          | 13 juin 1955     | -          | 8           | 0           | 0            | 0            | 8            | 0            | Prêté à Lille en octobre |
| D      | FRA   | Florent Le Garrec    | 6 septembre 1967 | -          | 1           | 0           | 0            | 0            | 1            | 0            |                          |
| D      | FRA   | Gilbert Le Goff      | 13 mai 1958      | -          | 32          | 0           | 1            | 0            | 33           | 0            |                          |
| G      | FRA   | Franck Mantaux       | 19 août 1965     | -          | 0           | 0           | 0            | 0            | 0            | 0            |                          |
| D      | FRA   | Dominique Marais     | 28 décembre 1955 | -          | 37          | 0           | 3            | 0            | 40           | 0            |                          |
| A      | CMR   | Louis M'Fédé         | 26 février 1961  | A          | 10          | 0           | 0            | 0            | 10           | 0            | Licencié en janvier      |
| D      | FRA   | Thierry Ninot        | 12 août 1959     | -          | 29          | 0           | 3            | 1            | 32           | 1            |                          |
| M      | RFA   | Uwe Reinders         | 19 janvier 1955  | A          | 10          | 0           | 2            | 1            | 12           | 1            |                          |
| A      | FRA   | Mario Relmy          | 7 mai 1960       | -          | 29          | 8           | 2            | 0            | 31           | 8            |                          |
| D      | FRA   | Patrice Rio          | 15 août 1948     | A          | 4           | 0           | 0            | 0            | 4            | 0            |                          |
| D      | FRA   | Patrick Sembel       | 8 mars 1967      | -          | 7           | 0           | 0            | 0            | 7            | 0            |                          |
| A      | FRA   | Gérard Soler         | 29 juin 1954     | A          | 21          | 1           | 1            | 0            | 22           | 1            |                          |
| M      | ESP   | Daniel Solsona       | 18 mai 1952      | A          | 21          | 0           | 1            | 0            | 22           | 0            |                          |
| M      | BEL   | Eddy Voordeckers     | 4 février 1960   | A          | 4           | 1           | 0            | 0            | 4            | 1            |                          |
| D      | FRA   | Henri Zambelli       | 9 mars 1957      | B          | 33          | 0           | 3            | 0            | 36           | 0            |                          |

- 1 : G, Gardien de but ; D, Défenseur ; M, Milieu de terrain ; A, Attaquant
- 2 : Nationalité sportive, certains joueurs possédant une double-nationalité
- 3 : sélection la plus élevée obtenue

## Équipe-type
Il s'agit de la formation la plus courante rencontrée en championnat.

## Les rencontres de la saison

### Liste
| Match | Date         | Compétition     | Tour               | Adversaire           | Lieu ¹ | Score | Class. | Buteurs pour le Stade rennais       |
| ----- | ------------ | --------------- | ------------------ | -------------------- | ------ | ----- | ------ | ----------------------------------- |
| 1     | 5 août       | Division 1      | 1                  | RC Paris             | D      | 1-0   | 3      | Christophe                          |
| 2     | 8 août       | Division 1      | 2                  | Nice                 | E      | 0–1   | 13     |                                     |
| 3     | 12 août      | Division 1      | 3                  | Toulon               | D      | 2-0   | 6      | Danio Relmy                         |
| 4     | 15 août      | Division 1      | 4                  | Lille                | E      | 0–3   | 11     |                                     |
| 5     | 22 août      | Division 1      | 5                  | Nantes               | D      | 1–3   | 14     | Angloma                             |
| 6     | 26 août      | Division 1      | 6                  | Marseille            | D      | 0-0   | 13     |                                     |
| 7     | 29 août      | Division 1      | 7                  | Bordeaux             | E      | 1-4   | 18     | Vercruysse (csc)                    |
| 8     | 3 septembre  | Division 1      | 8                  | Sochaux              | D      | 1–0   | 14     | Soler                               |
| 9     | 13 septembre | Division 1      | 9                  | Le Havre             | E      | 1–1   | 15     | Relmy                               |
| 10    | 20 septembre | Division 1      | 10                 | Nancy                | D      | 0–0   | 14     |                                     |
| 11    | 24 septembre | Division 1      | 11                 | Paris SG             | E      | 0–1   | 16     |                                     |
| 12    | 4 octobre    | Division 1      | 12                 | Lens                 | D      | 1-2   | 18     | Relmy                               |
| 13    | 17 octobre   | Division 1      | 13                 | Monaco               | E      | 0-1   | 17     |                                     |
| 14    | 25 octobre   | Division 1      | 14                 | Toulouse             | D      | 0–0   | 17     |                                     |
| 15    | 31 octobre   | Division 1      | 15                 | Laval                | E      | 0-3   | 18     |                                     |
| 16    | 8 novembre   | Division 1      | 16                 | Auxerre              | D      | 1-3   | 19     | Christophe                          |
| 17    | 12 novembre  | Division 1      | 17                 | Brest                | E      | 1-2   | 19     | Christophe                          |
| 18    | 22 novembre  | Division 1      | 18                 | Saint-Étienne        | D      | 0–0   | 20     |                                     |
| 19    | 28 novembre  | Division 1      | 19                 | Metz                 | E      | 1–6   | 20     | Danio                               |
| 20    | 5 décembre   | Division 1      | 20                 | Nice                 | D      | 1–0   | 19     | Barraud                             |
| 21    | 14 décembre  | Division 1      | 21                 | Toulon               | E      | 0-2   | 20     |                                     |
| 22    | 17 décembre  | Division 1      | 22                 | Lille                | D      | 1–0   | 20     | Relmy                               |
| 23    | 20 décembre  | Division 1      | 23                 | Nantes               | E      | 1–3   | 20     | Christophe                          |
| 24    | 28 février   | Division 1      | 24                 | Marseille            | E      | 0-1   | 20     |                                     |
| 25    | 7 mars       | Division 1      | 25                 | Bordeaux             | D      | 0–1   | 20     |                                     |
| 26    | 11 mars      | Division 1      | 26                 | Sochaux              | E      | 1-1   | 20     | Relmy                               |
| 27    | 14 mars      | Division 1      | 27                 | Le Havre             | D      | 0–1   | 20     |                                     |
| 28    | 21 mars      | Coupe de France | 1/32 finale        | Mantes-la-Ville (DH) | N      | 4-3   | 4-3    | Ninot Christophe Danio Delamontagne |
| 29    | 25 mars      | Division 1      | 28                 | Nancy                | E      | 0-2   | 20     |                                     |
| 30    | 28 mars      | Division 1      | 29                 | Paris SG             | D      | 0–0   | 20     |                                     |
| 31    | 1er avril    | Division 1      | 30                 | Lens                 | E      | 1-2   | 20     | Relmy                               |
| 32    | 4 avril      | Coupe de France | 1/16 finale aller  | Laval                | D      | 1-1   | 1-1    | Christophe                          |
| 33    | 8 avril      | Coupe de France | 1/16 finale retour | Laval                | E      | 3-5   | 3-5    | Christophe Barraud Reinders         |
| 34    | 11 avril     | Division 1      | 31                 | Monaco               | D      | 0–1   | 20     |                                     |
| 35    | 17 avril     | Division 1      | 32                 | Toulouse             | E      | 2–4   | 20     | Christophe Relmy                    |
| 36    | 2 mai        | Division 1      | 33                 | Laval                | D      | 1–2   | 20     | Relmy                               |
| 37    | 9 mai        | Division 1      | 34                 | Auxerre              | E      | 0–1   | 20     |                                     |
| 38    | 15 mai       | Division 1      | 35                 | Brest                | D      | 0–2   | 20     |                                     |
| 39    | 22 mai       | Division 1      | 36                 | Saint-Étienne        | E      | 0–2   | 20     |                                     |
| 40    | 29 mai       | Division 1      | 37                 | Metz                 | D      | 0–1   | 20     |                                     |
| 41    | 5 juin       | Division 1      | 38                 | RC Paris             | E      | 1–2   | 20     | Voordeckers                         |

- 1 N : terrain neutre ; D : à domicile ; E : à l'extérieur ; drapeau : pays du lieu du match international

## Bilan des compétitions
| Compétition     | Vainqueur final       | Débute au tour | Place ou tour final | Première rencontre | Dernière rencontre | Nombre |
| --------------- | --------------------- | -------------- | ------------------- | ------------------ | ------------------ | ------ |
| Division 1      | Girondins de Bordeaux | 1re journée    | 20e                 | 5 août 1986        | 5 juin 1987        | 38     |
| Coupe de France | Girondins de Bordeaux | 1/32 de finale | 1/16 de finale      | 21 mars 1987       | 8 avril 1987       | 3      |

### Division 1

#### Classement
| Rang | Équipe   | Pts | J  | G | N  | P  | Bp | Bc | Diff |
| ---- | -------- | --- | -- | - | -- | -- | -- | -- | ---- |
| 17   | Le Havre | 32  | 38 | 8 | 16 | 14 | 39 | 50 | -11  |
| 18   | Sochaux  | 31  | 38 | 9 | 13 | 16 | 35 | 51 | -16  |
| 19   | Nancy    | 29  | 38 | 8 | 13 | 17 | 28 | 40 | -12  |
| 20   | Rennes   | 17  | 38 | 5 | 7  | 26 | 20 | 58 | -38  |

- 18 : Barragiste
- 19 et 20 : Relégation en Division 2

#### Résultats
| Total  | Total  | Total | Total | Total | Total | Total | Total | Domicile | Domicile | Domicile | Domicile | Domicile | Domicile | Extérieur | Extérieur | Extérieur | Extérieur | Extérieur | Extérieur |
| Matchs | Points | V     | N     | D     | BP    | BC    | Diff. | V        | N        | D        | BP       | BC       | Diff.    | V         | N         | D         | BP        | BC        | Diff.     |
| ------ | ------ | ----- | ----- | ----- | ----- | ----- | ----- | -------- | -------- | -------- | -------- | -------- | -------- | --------- | --------- | --------- | --------- | --------- | --------- |
| 38     | 17     | 5     | 7     | 26    | 20    | 58    | -38   | 5        | 5        | 9        | 10       | 16       | -6       | 0         | 2         | 17        | 10        | 42        | -32       |

#### Résultats par journée
| Journée   | 01 | 02 | 03 | 04 | 05 | 06 | 07 | 08 | 09 | 10 | 11 | 12 | 13 | 14 | 15 | 16 | 17 | 18 | 19 | 20 | 21 | 22 | 23 | 24 | 25 | 26 | 27 | 28 | 29 | 30 | 31 | 32 | 33 | 34 | 35 | 36 | 37 | 38 |
| --------- | -- | -- | -- | -- | -- | -- | -- | -- | -- | -- | -- | -- | -- | -- | -- | -- | -- | -- | -- | -- | -- | -- | -- | -- | -- | -- | -- | -- | -- | -- | -- | -- | -- | -- | -- | -- | -- | -- |
| Terrain   | D  | E  | D  | E  | D  | D  | E  | D  | E  | D  | E  | D  | E  | D  | E  | D  | E  | D  | E  | D  | E  | D  | E  | E  | D  | E  | D  | E  | D  | E  | D  | E  | D  | E  | D  | E  | D  | E  |
| Résultats | V  | D  | V  | D  | D  | N  | D  | V  | N  | N  | D  | D  | D  | N  | D  | D  | D  | N  | D  | V  | D  | V  | D  | D  | D  | N  | D  | D  | N  | D  | D  | D  | D  | D  | D  | D  | D  | D  |
| Points    | 2  | 2  | 4  | 4  | 4  | 5  | 5  | 7  | 8  | 9  | 9  | 9  | 9  | 10 | 10 | 10 | 10 | 11 | 11 | 13 | 13 | 15 | 15 | 15 | 15 | 16 | 16 | 16 | 17 | 17 | 17 | 17 | 17 | 17 | 17 | 17 | 17 | 17 |
| Place     | 3  | 13 | 6  | 11 | 14 | 13 | 18 | 14 | 15 | 14 | 16 | 18 | 17 | 17 | 18 | 19 | 19 | 20 | 20 | 19 | 20 | 20 | 20 | 20 | 20 | 20 | 20 | 20 | 20 | 20 | 20 | 20 | 20 | 20 | 20 | 20 | 20 | 20 |

Source : Liste des rencontres

Terrain : D = Domicile ; E = Extérieur. Résultat: D = Défaite ; N = Nul ; V = Victoire.